# Catedral de Río Gallegos
La Catedral de Río Gallegos es la iglesia más antigua de la Patagonia argentina, y su construcción data de 1899. Su estilo inglés con chapa y madera, copia las construcciones de los inmigrantes ingleses en la zona. La iglesia, cuya evocación es Nuestra Señora de Luján, es además una de las construcciones más antiguas de la ciudad de Río Gallegos. Corresponde a la Diócesis de Río Gallegos. Se encuentra sobre la Avenida San Martín, frente a la plaza homónima.
Fue declarada Monumento Histórico Nacional por el decreto 325/1989 durante la presidencia de Raúl Alfonsín.

## Historia
La construcción de la catedral fue una decisión del gobernador del Territorio Nacional, Matías Mackinlay Zapiola, que contó con el apoyo del presidente Julio Argentino Roca, quien donó diez mil pesos de la época para la construcción en 1899. La construcción se inició, entonces, bajo la dirección del padre Juan Bernabé, quien había llegado desde Punta Arenas para cumplir especialmente con la tarea encomendada. La construcción no llevó más de un año, apenas diez días de arribado a Río Gallegos fue colocada la piedra basal y ya para finales de 1899, el 25 de diciembre fue posible celebrar la primera misa aunque faltaba aún terminar. La catedral fue bendecida en enero de 1900 por monseñor José Fagnano, con la construcción finalizada.
Se decidió que la evocación sea a Nuestra Señora de Luján, devoción más representativa de la Argentina. La orden salesiana se hizo cargo, desde la construcción, de la iglesia por la trayectoria que tenía en la Patagonia.
Siguiendo el estilo de las casas de los colonos ingleses, consta de una nave sencilla, con la planta diseñada en cruz latina, con una cúpula octogonal, desde cuya fachada se destaca un inmenso reloj. Las maderas fueron traídas de la región chilena de Magallanes, e imitando a las iglesias de Chiloé, se utilizaron revestimientos en chapa ornamentada en piedra. Los pisos y cielorrasos se completaron con madera a la vista.
La pila bautismal llegó en 1906 desde Italia, mientras que las imágenes de santos fueron talladas en madera por nativos bajo dirección de padres salesianos, destacándose la figura de un Cristo sosteniendo la cruz. Inicialmente las paredes eran de color rosado, pero con el tiempo fueron cambiadas a blanco con detalles en verde.
Se construyeron edificios anexos en 1903, como un campanario, un colegio, entre otros salones; sin embargo, muchos fueron demolidos posteriormente para despejar el espacio de la catedral.